# Sacramento Kings 2006-2007
La stagione 2006-07 dei Sacramento Kings fu la 58ª nella NBA per la franchigia.
I Sacramento Kings arrivarono quinti nella Pacific Division della Western Conference con un record di 33-49, non qualificandosi per i play-off.

## Roster
| N° | Naz.                       | Ruolo | Sportivo            | Anno | Alt. | Peso |
| -- | -------------------------- | ----- | ------------------- | ---- | ---- | ---- |
| 3  | Stati Uniti (bandiera)     | A     | Shareef Abdur-Rahim | 1976 | 206  | 102  |
| 5  | Stati Uniti (bandiera)     | G     | Jason Hart          | 1978 | 191  | 84   |
| 7  | Stati Uniti (bandiera)     | G     | Ronnie Price        | 1983 | 188  | 86   |
| 8  | Stati Uniti (bandiera)     | G     | Quincy Douby        | 1984 | 191  | 79   |
| 9  | Stati Uniti (bandiera)     | A     | Kenny Thomas        | 1977 | 201  | 118  |
| 10 | Stati Uniti (bandiera)     | G     | Mike Bibby          | 1978 | 185  | 86   |
| 15 | Stati Uniti (bandiera)     | G     | John Salmons        | 1979 | 201  | 95   |
| 20 | Ucraina (bandiera)         | C     | Vitalij Potapenko   | 1975 | 208  | 127  |
| 23 | Stati Uniti (bandiera)     | G     | Kevin Martin        | 1983 | 201  | 84   |
| 24 | Stati Uniti (bandiera)     | A     | Maurice Taylor      | 1976 | 206  | 118  |
| 30 | Stati Uniti (bandiera)     | A     | Justin Williams     | 1984 | 208  | 102  |
| 32 | Rep. Dominicana (bandiera) | GA    | Francisco García    | 1981 | 201  | 88   |
| 34 | Stati Uniti (bandiera)     | A     | Corliss Williamson  | 1973 | 201  | 111  |
| 52 | Stati Uniti (bandiera)     | C     | Brad Miller         | 1976 | 211  | 111  |
| 93 | Stati Uniti (bandiera)     | A     | Ron Artest          | 1979 | 198  | 111  |

## Staff tecnico
- Allenatore: Eric Musselman
- Vice-allenatori: Scott Brooks, T.R. Dunn, Jason Hamm, Mark Hughes, Brendan O'Connor